# Мохаггег Дамад
Сейед Мостафа Мохаггег Ахмадабани (перс. سید مصطفی محقق داماد), более известный, как Алламе Мохаггег Дамад (род. 1945) — ученый, философ, муджтахед, правовед, глава группы исламских исследований Академии наук Исламской республики Иран, член Попечительского совета Академии наук Ирана, член Попечительского совета Национального архива и библиотеки Исламской Республики Иран, профессор духовных семинарий и университетов.
С 1981 по 1994 год — глава Национальной исследовательской организации. С 1995 года по настоящее время является членом и председателем Совета попечителей и Совета директоров, а также членом Комитета по отбору книг, которым можно присудить награды Благотворительного фонда доктора Махмуда Афшара Язди. Выпускник духовной семинарии Кума, Тегеранского университета и Лёвенского Католического университета, профессор права в Университете Шахида Бехешти, Университете Шахид Мотахари, Университете исламских наук Разави. Более десяти лет он нес обязанности директора юридического факультета Университета «Тарбиат Модарес». Помимо богословского и светского образования, он свободно говорит на арабском, английском и персидском языках, имеет некоторые знания французского. Кроме того, он опубликовал множество работ в области юриспруденции и права.

## Семья
Мохаггег Дамад родился в Куме в 1945 году. Его отец — Сейед Мохаммад Мохаггег Дамад, сам Мохаггег Дамад является внуком по материнской линии шейха Абдулькарима Хаэри Язди (основателя духовной семинарии Кума).
Женат на Фазеле Лариджани, единственной дочери своего учителя Мирзы Хашема Амели (сестре братьев Лариджани), воспитывает трех дочерей и двух сыновей.
Три его дочери: Марьям ас-Садат Мохаггег — доктор юридических наук, юрист, член Ученого совета университета Имама Садега; Садиге Мохаггег — имеет бакалаврский диплом по направлению «Литература», и диплом магистра по направлению «Лингвистика»; Захра Мохаггег — помощник профессора на факультете ядерной инженерии, плазмы и радиологии университета Иллинойс в Эрбана-Шампейн.

## Образование и политические должности
Мохаггег Дамад изучал религиозные дисциплины у великих профессоров духовной семинарии Кума. Кроме того, он изучал исламское право и философию в Тегеранском университете и получил степень магистра в обоих направлениях. В 196 году ему удалось получить степень «иджтихад», то есть звание муджтахеда, от ученых и авторитетных деятелей того времени. Большую часть курса интеллектуальных наук и основ ислама он изучил у профессора Мортезы Мотаххари. Юриспруденции и аналитическим принципам он обучался у Мирзы Хашема Амели и его дяди Мортезы Хаэри Язди. Получив знания в области права, он затем поступил в Католический университет Лювена (UCL) в 1988 году, чтобы получить степень доктора международного права, и в 1995 году ему удалось получить эту научную степень.
Доктор Мохаггаг Дамад занимал различные руководящие должности в исполнительной и судебной системе с момента основания Исламской Республики, в том числе с 1981 по 1994 год он являлся главой Национальной инспекционной организации. А на сегодняшний день он продолжает свою научную и культурную деятельность в качестве профессора и заведующего кафедры юриспруденции университетов Шахид Бехешти и Харазми в Тегеране, в качестве заведующего кафедрой исламоведения Академии наук Исламской республики Иран, заведующего юридическим отделом Организации по исследованию и составлению университетских учебников по исламским и гуманитарным наукам, в качества члена Совета судебных экспертов, не имеющих профильного образования, члена Ученого совета Центра Большой исламской энциклопедии, редактора ежеквартального журнала Академии наук. Мохаггег Дамад придерживается умеренных позиций среди известных личностей и деятелей постреволюционного периода. С 1996 года является председателем Попечительского совета Благотворительного фонда доктора Махмуда Афшара. Он также является членом комитета по отбору книг и присуждению издательской премии этого фонда.
Мохаггег Дамад также является профессором юридического факультета Университета Шахид Бехешти, профессором Университета Шахид Мотахари (бывшая высшая школа) и Университета исламских наук Разави, а также членом иранской Академии наук, профессором юриспруденции, исламского права и философии.
Помимо богословского и светского образования, он свободно говорит на арабском, английском и персидском языках, имеет некоторые знания французского. Кроме того, он опубликовал множество работ в области юриспруденции и права.
Мохаггег Дамад в настоящее время является членом редакционной коллегии специализированного научного ежеквартального журнала «Энциклопедия права».

## Произведения
- «Катастрофа духовного невежества»
- «Богословие в окружающей среде»
- «Религиозное просвещение» в двух томах
- «Юридическая реконструкция предписания благодеяний, запрещения зла и соблюдения ограничений»
- «Принципы исламского права», в пяти томах на персидском языке[4]
- «Курс основ исламского права», в трех томах на персидском языке
- «Семейное право», один том на персидском языке
- «Анализ института завещания в исламском праве», один том на персидском языке
- «Анализ преимущественного права приобретения в исламском праве», один том на персидском языке
- «Анализ накопительства в исламском праве», один том на персидском языке
- «Сравнительные исследования в исламской философии», перевод с английского на персидский язык, один том
- «Всеобщее международное исламское право», перевод с английского на персидский язык, один том
- «Путь философии в исламском мире», перевод с английского на персидский язык, один том

Кроме того, он написал более тридцати статей в области философии, религии и права:
- «Медицинская юриспруденция», Курс медицинской юриспруденции
- «Исламская концепция гуманитарных прав», на персидском языке
- «Соблюдение гуманитарного права», на персидском языке
- «Права человека с точки зрения Али», на персидском языке
- «Ислам и призыв религий к соблюдению права и благодеянию», на персидском языке
- статья «Religious Minorities in the Islamic Republic of Iran», на английском языке
- статья «Religious Tolerance and Universal Brotherhood in Islam», на английском языке
- «Приобретение незаконного имущества в исламском праве», на персидском языке
- «Анализ института вакфа в исламском праве», на данный момент издан только один том, на персидском языке
- «Высшая мудрость: лекция о новшествах философии мулла Садра», на персидском языке